# アイセロ
株式会社アイセロ（英: AICELLO CHEMICAL CO., LTD.）は、愛知県豊橋市に本社を置く包装資材開発メーカー。

## 概要
1933年（昭和8年）創業の包装資材開発メーカー。国内トップシェアの包装用防錆フィルムをはじめとする各種機能性フィルムやクリーンボトルなどのプラスチック製品の開発・製造・販売を行っている。

## 沿革
- 1933年（昭和 8年）4月 - 合資会社ミスズセロファン商会として創業[2]。
- 1940年（昭和15年）5月 - 株式会社に組織変更し、三鈴紙工株式会社となる[2]。
- 1947年（昭和22年）6月  - ミスズセロファン株式会社に商号変更[2]。
- 1948年（昭和23年）4月 - 愛知セロファン株式会社を設立[2]。
- 1963年（昭和38年）6月 - 愛知セロファンと合併し、アイセロ化学株式会社に商号変更[2]。
- 1998年（平成10年）1月23日  - ISO 9001認証を取得[3]。
- 2000年（平成12年）10月27日 - ISO 14001認証を取得[4]。
- 2003年（平成15年）
  - 7月 - ISO 9001:2000認証に移行。
  - 10月、愛知県ファミリー・フレンドリー認証企業に認定[5]。
- 2005年（平成17年）
  - 1月 - 愛知ブランド企業の認定を受ける。
  - 10月、ISO 14001:2004認証に移行[5]。
- 2009年（平成21年）4月1日  - 東セロ株式会社よりビニロン事業を譲受（現・浜松製造部）[6]。
- 2011年（平成23年）2月21日 - 子会社の新第一ビニロン株式会社を吸収合併[7]。
- 2013年（平成25年）9月21日 - 株式会社アイセロに商号を変更[8]。
- 2015年（平成27年）2月 - あいち女性輝きカンパニーに認証される。
- 2017年（平成29年）12月 - 地域未来牽引企業（「地域経済の大黒柱」部門）」に選定される。
- 2018年（平成30年）9月 - 「AICHI WISH企業」の認定を受ける。
- 2020年（令和2年）3月 - 「健康経営優良法人2020（大規模法人部門）認定法人」に認定される。

## 主な製品
- 気化性防錆フィルム
- 高純度薬品用ブロー容器
- クリーンバッグ
- 水溶性フィルム
- ラミネート用シーラントフィルム
- 熱接着フィルム
- その他各種特殊用途フィルム

## 事業所
- 本社（愛知県豊橋市）
- 営業所
  - 東京、北関東、浜松、名古屋、鈴鹿、大阪、福岡、広島デポ

## 関連会社
- アイセロホールディングス株式会社
- 株式会社エーアイエー
- アイセロパック株式会社
- 株式会社ナゴヤグラビア
- 株式会社エーテック
- 株式会社ファインプラス
- 愛知繊維株式会社
- 上海愛興璐塑料包装有限公司
- 愛成（上海）貿易有限公司
- AICELLO (THAILAND) CO., LTD.
- AICELLO MALAYSIA SDN. BHD.
- PT.ACBOS INDONESIA
- AICELLO INDIA PRIVATE LIMITED
- AICELLO VIETNAM CO., LTD.
- AICELLO NORTH AMERICA INC.
- AICELLO AMERICA CORPORATION
- AICELLO MEXICO, S.A. DE C.V.
- AICELLO MILIM CHEMICAL CO., LTD.
- AICELLO-HARKE GmbH